# 格哈德·克尔纳
格哈德·克尔纳（德語：Gerhard Körner，1941年9月20日—），德国男子足球运动员，司职中场。他曾代表德国联队参加1964年夏季奥林匹克运动会足球比赛，获得一枚铜牌。